# Geneviève de Limon Triest
Geneviève de Limon Triest (Evergem, 1874 – Brugge, 1971) was een Belgische religieuze en de laatste Brugse begijn. Tussen 1922 en 1927 was ze de laatste grootjuffrouw van het Prinselijk Begijnhof Ten Wijngaerde van Brugge. Vanaf 1927 was ze tevens de eerste priorin van Les Filles de l’Église (de Dochters van de Kerk), de benedictinessengemeenschap die aan het begin van de 20ste eeuw haar intrek nam in de begijnhofsite.

## Jeugd en roeping
Geneviève de Limon Triest werd op 15 juni 1874 geboren in het gezin van Alfred de Limon (1847-1917; vanaf 1889 Alfred de Limon Triest genoemd) en van barones Irène Triest et de Gits (1852-1907), als tweede van hun zes kinderen.
Reeds bij haar eerste communie zou ze zich aangetrokken gevoeld hebben tot een leven als religieuze. Haar ouders waren hier echter niet voor te vinden en stonden erop dat hun dochter eerst de typische opvoeding voor adellijke meisjes zou volgen. Daarom zou ze pas naar haar roeping kunnen handelen eenmaal ze meerderjarig was geworden. Net als vele dochters uit adellijke milieus bezocht ze tijdens haar jonge jaren de elitaire kostschool van de Dames van het Heilig Hart (Société du Sacré-Coeur de Jésus) in Jette. Toen haar schooltijd was afgerond, ging ze op zoek naar een religieuze gemeenschap die bij haar paste. 
Ondanks het feit dat ze een aanzienlijke bruidsschat met zich meebracht, zocht ze lang naar een congregatie die haar wou aanvaarden. In verschillende gevallen werd ze geweigerd, onder meer omwille haar bedeesdheid (een karaktertrek die haar gedurende haar hele leven parten zou blijven spelen). Ze wou eerst intreden bij een gemeenschap van de zusters van Sint-Vincentius, maar die keuze werd beneden haar niveau geacht door haar ouders. Nadien probeerde ze om als benedictines toegelaten te worden in de prestigieuze abdij van Maredret, maar ze werd daar te "somber" bevonden voor het contemplatieve kloosterleven. Uiteindelijk werd ze in 1896 toegelaten in het Begijnhof in Brugge. Haar professie, die oorspronkelijk was ingepland voor 7 september 1897, werd naar 4 oktober 1897 uitgesteld omwille van het overlijden van de Brugse grootjuffrouw, Octavia Maria Gilliodts.

## Grootjuffrouw van het Begijnhof van Brugge
In het Brugse Begijnhof kwam Geneviève de Limon Triest terecht in een milieu dat vergelijkbaar was met de sociale omgeving waarin ze was opgegroeid. Vele Brugse begijnen behoorden immers tot katholieke, adellijke families. Tijdens haar beginjaren in de gemeenschap kwam ze bekend te staan als een bescheiden maar betrokken begijn. Binnen haar geloof ontwikkelde ze een bijzondere belangstelling voor de verering van het Heilig Hart en de heilige Franciscus van Assisi, op wiens naamdag haar professie had plaatsgevonden. Ze zou tevens in grote mate gehecht geweest zijn aan het rozenkransgebed en stond ook bekend als een bedreven kantwerkster.
Op 9 maart 1922, na meer dan twee decennia als lid van de gemeenschap, werd ze uiteindelijk verkozen tot grootjuffrouw, als opvolgster van Sidonie van Hamme de Stampaertshoucke. Deze verantwoordelijkheid was waarschijnlijk geen evidentie voor de Limon Triest, aangezien ze een eerder teruggetrokken karakter zou hebben gehad. Bovendien was ze één van de jongste begijnen binnen de gemeenschap. Desondanks vonden er onder haar bewind een heel belangrijke verandering plaats in het Prinselijk Begijnhof: de begijnengemeenschap werd omgevormd tot een zustergemeenschap en fusioneerde met een reeds bestaande congregatie (cf. infra).

## Een nieuw elan voor de begijnengemeenschap?

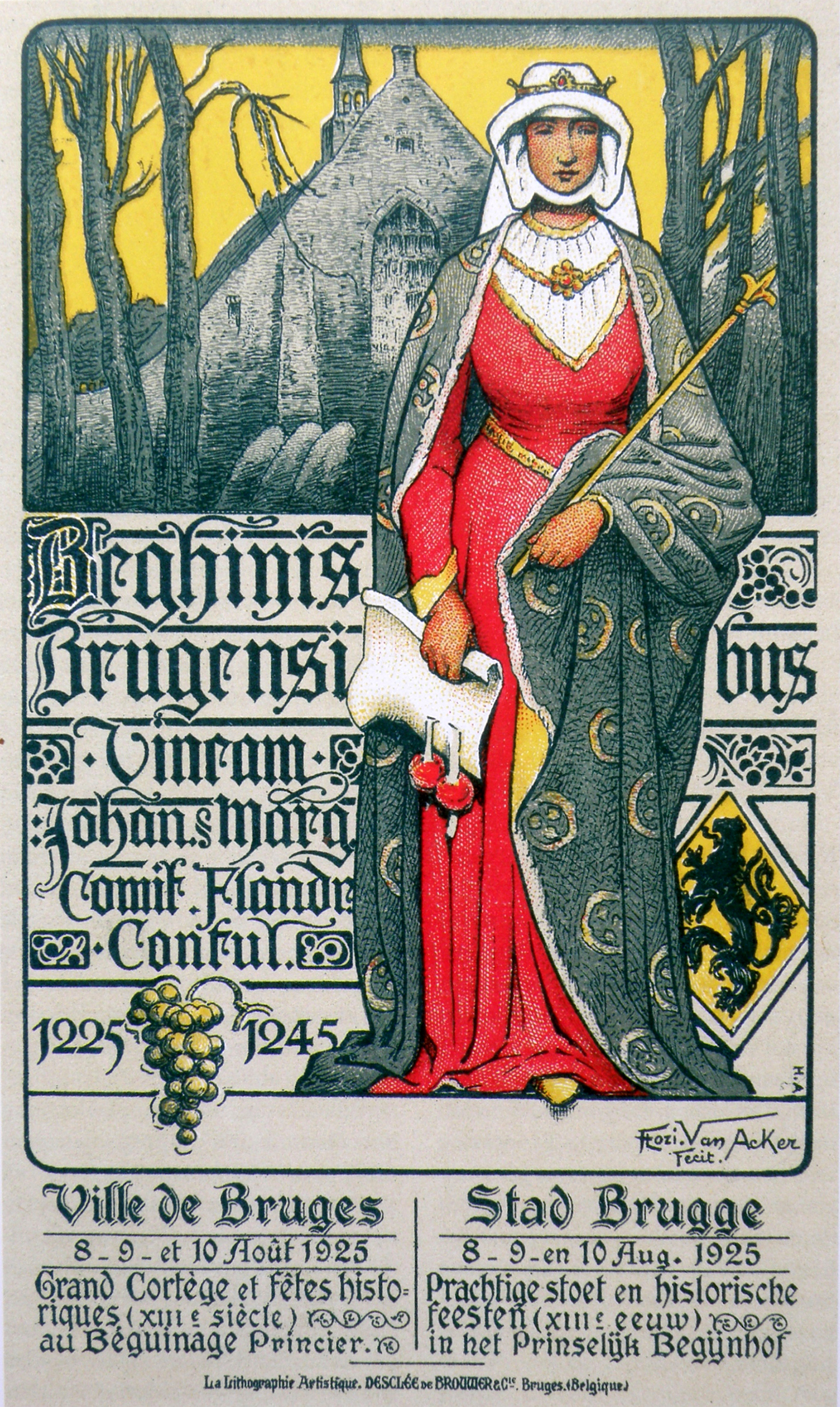
Affiche voor het 7e Eeuwfeest van het Begijnhof (1925) door Flori Van Acker

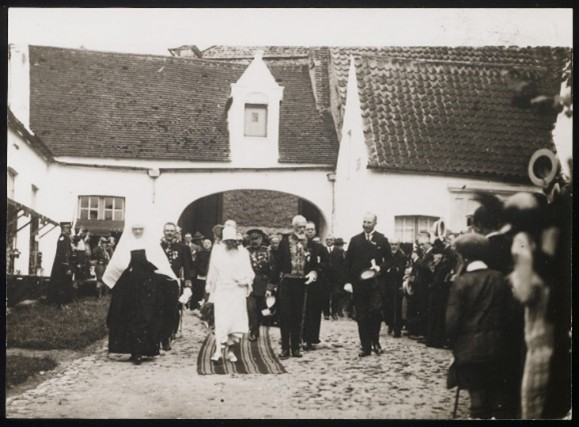
Beeldopname van het Zevende Eeuwfeest, dat gevierd werd op 8, 9 en 10 augustus 1925. Centraal in het wit gekleed staat koningin Elisabeth, die als meter een bezoek aan de festiviteiten bracht op 8 augustus. Links van haar wandelt grootjuffrouw Geneviève de Limon Triest.

Tijdens het Interbellum werd Geneviève de Limon Triest een sleutelfiguur in de geschiedenis van het Brugse Begijnhof doordat ze ijverde voor het behoud van een religieuze gemeenschap op de site. Er stelde zich namelijk een probleem: de omvang van de begijnengemeenschap was al sinds de 19de eeuw aan het slinken. De grootjuffrouw zocht naar een manier om te voorkomen dat de gemeenschap op termijn zou uitsterven. Ze vond een bondgenoot in Rodolphe Hoornaert, die pastoor van de parochie was en rector van de begijnengemeenschap.
Hoornaert richtte een publiciteitscampagne in, die als doel had jonge dames te motiveren om in te treden als begijn. Hij werd hierin gesteund door Théodore Nève, de abt van de Sint-Andriesabdij in Zevenkerken, alsook Gaspard Lefébvre, monnik in dezelfde abdij. Ook de grootjuffrouw steunde Hoornaert in zijn onderneming.
De rector koppelde de campagne ook aan het Zevende Eeuwfeest van het begijnhof, dat in 1925 plaatsvond. Het eeuwfeest was traditiegetrouw een gelegenheid waarbij de geschiedenis en eigenheid van de begijnhofsite samen met de Bruggelingen werd gevierd. Voor Hoornaert leek dit dan ook de ideale gelegenheid om niet alleen nieuwe begijnen te rekruteren, maar tegelijk ook de oorspronkelijke leefregels van het begijnhof nieuw leven in te blazen (in de loop der jaren was de navolging hiervan immers beginnen talmen). Tezamen moesten deze maatregelen een nieuw elan geven aan de begijnengemeenschap. Niet iedereen was echter opgezet met deze voornemens. In de lokale pers kwam er kritiek op de toon van het eeuwfeest (het was niet religieus genoeg van aard, het toegangsgeld was te hoog en de lokale gemeenschap werd niet betrokken) en op de plannen om de religieuze gemeenschap terug uit te breiden. Dat laatste zou immers ten koste gaan van de vele lekenvrouwen die doorheen de tijd onderdak hadden gevonden in de leegstaande begijnenhuisjes.

## De Dochters van de Kerk
Het werd al snel duidelijk dat de inspanningen om nieuwe begijnen aan te trekken, weinig opleverden. Mogelijk werd de vrij contemplatieve levenswijze van begijnen destijds niet meer aantrekkelijk bevonden door jonge dames. Tussen 1850 en 1950 kende het monastieke leven voor zusters echter wél een heropleving.
In het kader van een benedictijnse hervorming van de liturgie, was Rodolphe Hoornaert in contact gekomen met Theodore Nève en Gaspard Lefébvre van de Sint-Andriesabdij in Zevenkerken. Lefèbvre zocht destijds een onderkomen voor een congregatie waarvan hij de beschermheer was, Les filles de Saint-Benoit uit Nîmes. Hoornaert daarentegen was op zoek naar nieuwe vrouwelijke religieuzen om de site van het Prinselijk Begijnhof te bevolken. Het idee ontstond om deze gemeenschappen te verenigen en les Filles de Saint-Benoit intrek te laten nemen in het Brugse Begijnhof. De beide gemeenschappen legden inhoudelijk wel andere klemtonen: het missie-apostolaat van de Franse congregatie strookte niet helemaal met de meer contemplatieve insteek van de begijnengemeenschap. Vooraleer de twee samengevoegd werden, moest dus eerst worden uitgeklaard welke lijn de nieuwe gemeenschap op dit vlak zou volgen.
De beide partijen vonden uiteindelijk een compromis, waardoor in 1926 de eerste novicen in Brugge arriveerden. In 1927 vond ook de fusie van de twee gemeenschappen plaats. De nieuwe congregatie kreeg de naam les Filles de l’Église (de Dochters van de Kerk) en nam de leefregel van Benedictus van Nursia aan. Geneviève de Limon Triest werd de eerste priorin. Ondanks het feit dat de Limon Triest voor deze gelegenheid een kloosternaam had gekozen (Maria Christina), zou ze zich niet met deze naam laten aanspreken. In plaats daarvan gebruikten de zusters 'Madame' om zich tot haar te richten. 
De pogingen tot compromis hadden als resultaat dat de zusters wel geloften van gehoorzaamheid en kuisheid aflegden, maar dat de gelofte van armoede op vrijwillige basis gebeurde (begijnen leefden immers niet per se in armoede). Ook vestimentair was er een middenweg gevonden: de religieuzen droegen het habijt van de begijnen (zwart met witte kap), met erboven een benedictijns scapulier.
In de periode 1930 – 1950 groeide de congregatie aan met een dertigtal zusters. Geneviève de Limon Triest trok als priorin niet in bij haar nieuwe medezusters en bleef tot op hoge leeftijd, samen met haar dienstmeid, in het huis van de grootjuffrouw wonen. De gemeenschap was van bij het begin een internationaal gezelschap, met zusters die dikwijls uit de adel of hoge burgerij afkomstig waren. Mogelijk was dit laatste een gevolg van het feit dat ook de stichteres, Geneviève de Limon Triest, van adellijke afkomst was.

## De eerste jaren van de benedictinessen

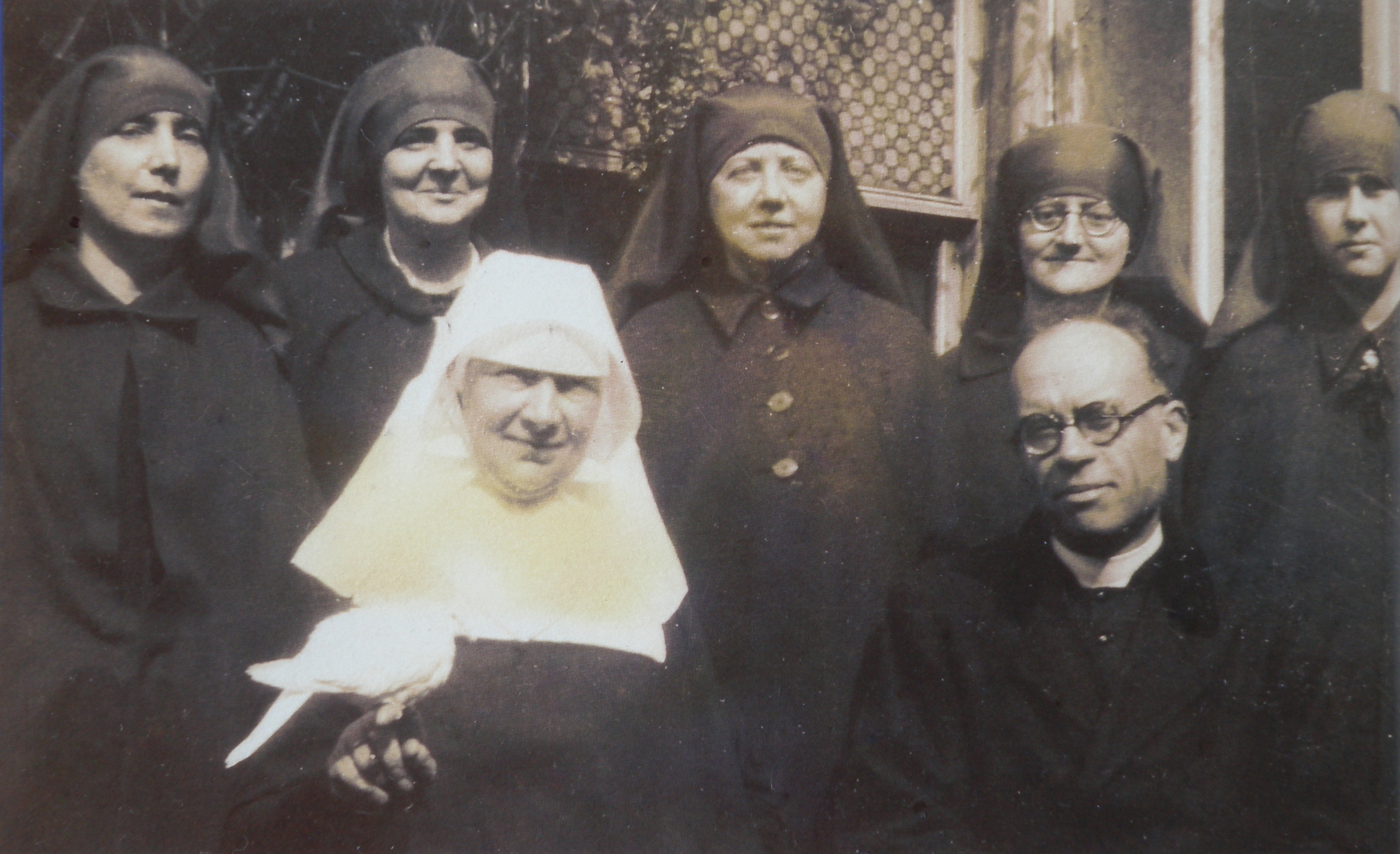
Geneviève de Simon Triest (beneden links met de duif), in het gezelschap van Rodolphe Hoornaert (beneden rechts) en enkele religieuzen, 1931.

Over wat de rol van de gemeenschap in de brede samenleving betrof, ontstond al snel onenigheid tussen de medestichters. Rodolphe Hoornaert en Geneviève de Limon Triest waren van mening dat de zusters pas na een degelijke basisopleiding konden worden uitgezonden, terwijl Gaspard Lefébvre de zusters liefst al meteen een liturgisch en parochiaal apostolaat liet doen. Hoornaert won het pleit en als gevolg hiervan verlieten enkele teleurgestelde Franse zusters de gemeenschap alsnog. Slechts twee Franse zusters zouden uiteindelijk overblijven: zuster Marie-Geneviève de Vanier (die Geneviève de Limon Triest later zou opvolgen als priorin) en zuster Marie-Laurence.
Na de Tweede Wereldoorlog ontpopte de jonge gemeenschap zich onder de leiding van de priorin tot een centrum voor liturgische en religieuze studie en hervorming. De congregatie verwelkomde in die tijd ook enkele addicten-zusters, die apostolaat in de buitenwereld uitvoerden. Dit zorgde op zich wederom voor nieuwe uitdagingen, aangezien het bij zowel begijnen als benedictijner zusters de gewoonte is om ’s avonds terug te keren binnen de muren van het woonerf.
Het enige wat nog ontbrak, was een erkenning van de nieuwe orde door de Kerk. Doordat de Dochters van de Kerk een hybride levenswijze volgden - met elementen uit de regels van zowel de benedictinessen als de begijnen – verliep dit echter niet van een leien dakje. Pas in 1949 werd de congregatie erkend door Rome. In 1961 volgt ook een erkenning door de Orde der Benedictijnen.

## Restauratie van het Brugse Begijnhof
Sinds de Franse Revolutie was het begijnhof eigendom van de Commissie van de burgerlijke godshuizen (een voorloper van het OCMW). De Belgische grondwet stelde dat religieuze gemeenschappen geen juridische persoonlijkheid hadden. Daardoor was de congregatie geen officiële huurder van de Commissie en waren ze volledig van de Commissie afhankelijk voor restauraties en verbouwingen. Om hier verandering in te brengen, werd in 1924 een vzw gesticht, met Geneviève de Limon Triest als voorzitter en Rodolphe Hoornaert als secretaris-penningmeester. Na de oprichting van de vzw, sloot de vzw een huurcontract van 29 jaar af voor Sint-Elisabethkerk, de pastoorswoning, de publieke wegen en 29 van de begijnhuisjes. De start van de werken was hiermee bezegeld. Eén van de eerste gebouwen die aan bod kwam, was de kerk, die voorzien werd van elektriciteit.
De kersverse vzw speelde ook met plannen voor meer ingrijpende verbouwingen. In een poging om de investering in deze bijkomende werken te verantwoorden, lieten Hoornaert en de Limon Triest de termijn van het huurcontract in 1935 optrekken naar 99 jaar. Daardoor kon in 1937 de achterliggende structuur van huisnummers 24 tot 28 worden omgebouwd tot een gemeenschappelijk klooster, naar een ontwerp van architect Jozef Viérin. De resterende afzonderlijke huisjes werden verhuurd aan alleenstaande dames.
Alle werken konden worden bekostigd dankzij de persoonlijke fortuinen van de priorin en van Hoornaert, maar ook dankzij het patronaat van figuren als Achiel Van Acker en koningin Elisabeth (die meter van het klooster was). Overheidssubsidies en de opbrengsten van verschillende benefieten en acties vulden het budget aan.
De werken in het begijnhof namen verschillende decennia in beslag en brachten ingrijpende veranderingen teweeg. De jaren 1940 zorgden echter voor een terugslag: aan het einde van de Tweede Wereldoorlog liep de site zware schade op tijdens de bevrijding. Pas in 1959 zou de restauratie van deze beschadigingen volledig afgerond zijn. 

## Jubileum en laatste levensjaren
Geneviève de Limon Triest deed opmerkelijk lang dienst als grootjuffrouw en priorin. Op 4 oktober 1947 werd ze geëerd met een gouden jubileum. Ter ere van de feestelijkheden ontving ze een parament in een opmerkelijke zalmroze kleur. Op 11 november 1957 volgde nog een diamanten jubileum. In tussentijd (in 1955) had ze vanwege haar hoge leeftijd (81 jaar) inmiddels afstand gedaan van haar verantwoordelijkheden als priorin. Ze werd opgevolgd door Geneviève de Vanier en verwierf zelf de status van erepriorin. Geneviève de Limon Triest zou hebben genoten hebben van deze laatste zeven jaren als ‘gewone’ zuster, waarin ze verlost was van alle vroegere verantwoordelijkheden als leider, die dikwijls tegen haar karakter hadden ingedruist en voor interne conflicten hadden gezorgd.

## Overlijden
Geneviève de Limon Triest stierf op 10 juli 1971 in het Brugse Begijnhof. Ze sliep vredig in werd hierbij omringd door haar medezusters.
 

Aangezien ze de laatste Brugse begijn was geweest, kwam er met haar dood een einde aan ruim zeven eeuwen begijnenleven in Brugge. Ze werd begraven op de Centrale begraafplaats van Brugge (Steenbrugge), in het perceel voorbehouden voor de kloosterordes.

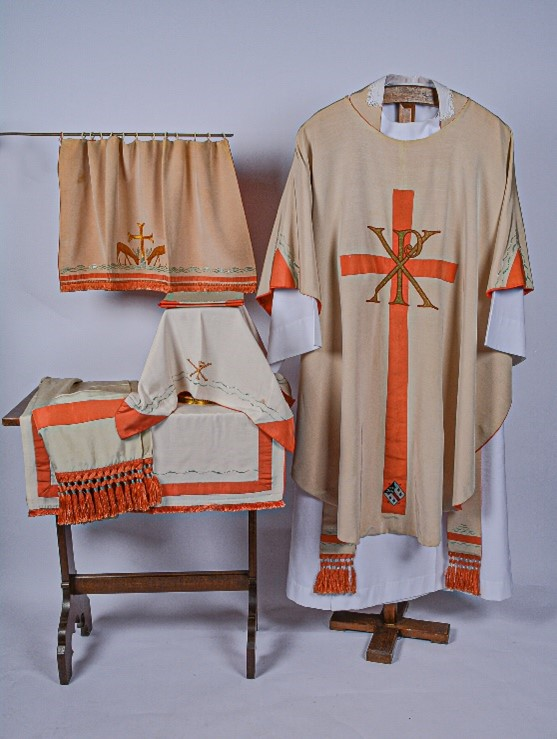
Het jubileumparament van Geneviève de Limon Triest.
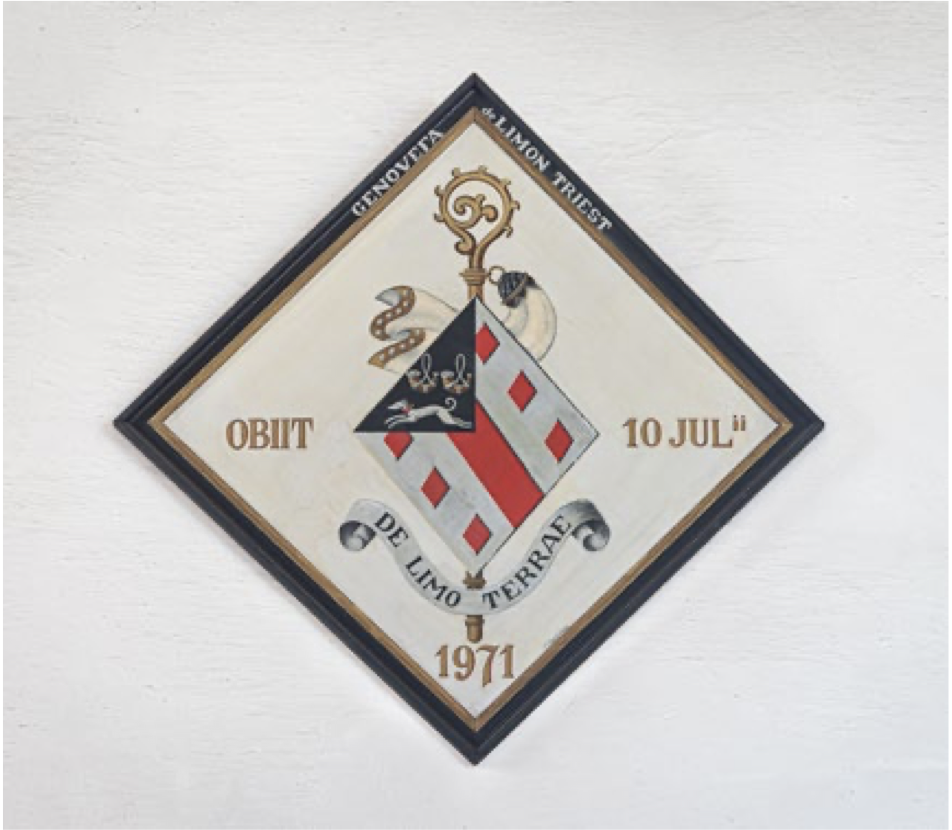
Obiit van Geneviève de Limon Triest.
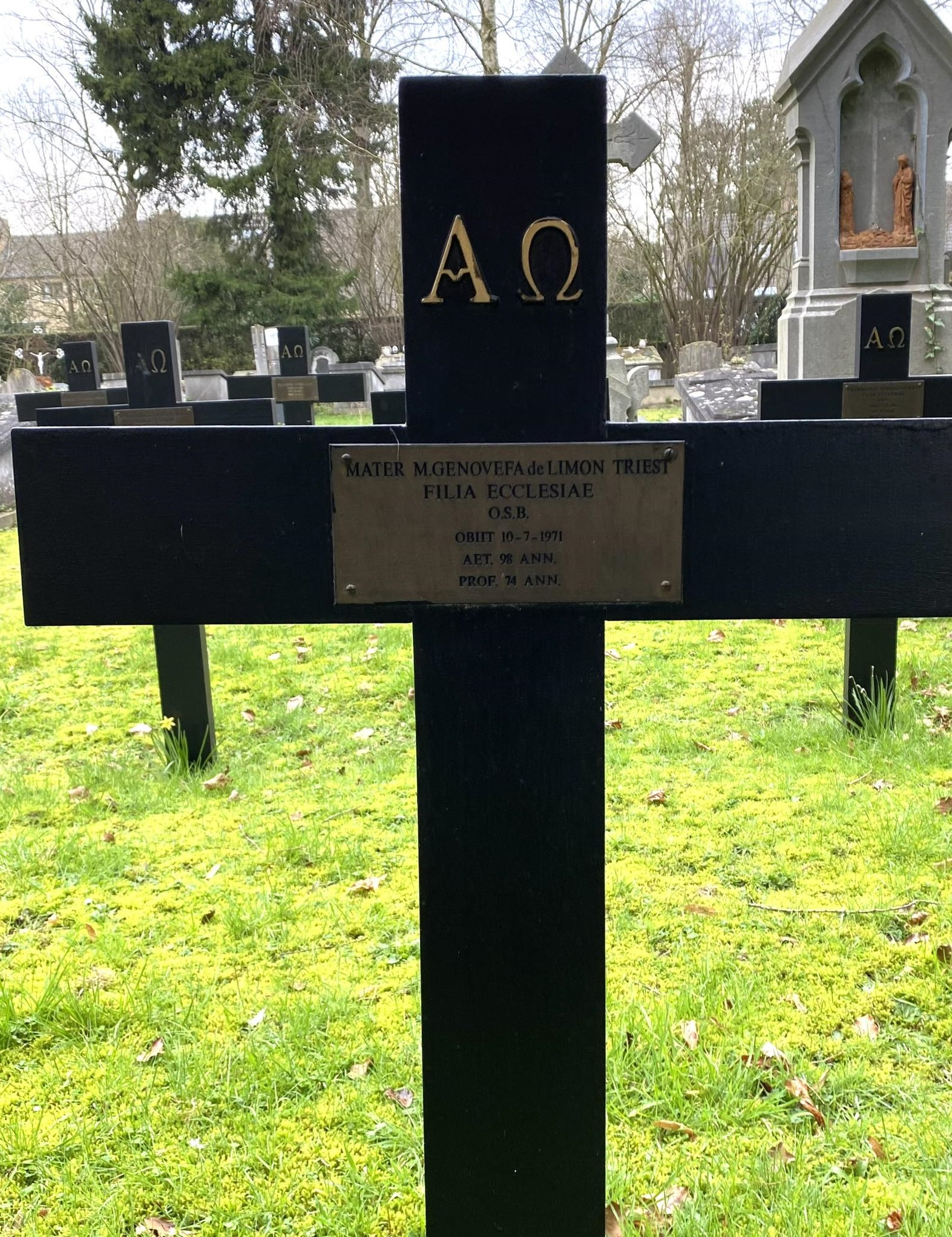
Grafkruis van Geneviève de Limon Triest op de Centrale Begraafplaats van Brugge.